# William M. Meredith
 (mars 2019).
Si vous disposez d'ouvrages ou d'articles de référence ou si vous connaissez des sites web de qualité traitant du thème abordé ici, merci de compléter l'article en donnant les références utiles à sa vérifiabilité et en les liant à la section « Notes et références ».
William M. Meredith, né le 8 juin 1799 à Philadelphie en Pennsylvanie aux États-Unis, et mort le 17 août 1873 dans sa ville natale, est un avocat et homme politique. Il a été Procureur général de Pennsylvanie (en) du 16 janvier 1861 au 3 juin 1861, 19e secrétaire du Trésor des États-Unis du 8 mars 1849 au 22 juillet 1850 et Procureur des États-Unis pour United States District Court for the Eastern District of Pennsylvania (en) de 1841 à 1845.

## Biographie
Né le 8 juin 1799 à Philadelphie en Pennsylvanie, William Moore Meredith est le fils aîné de William Tuckey Meredith (mort en 1844), un avocat prospère.
William M. Meredith est diplômé de l'université de Pennsylvanie en 1812 (l'obtention du diplôme à l'âge de 13 ans n'étant pas inhabituelle à l'époque). Après avoir aidé son père dans l'entreprise familiale, il étudie le droit et est lui-même admis au barreau de Pennsylvanie.
Après la mort de sa mère en 1828, William Moore Meredith aide à élever ses jeunes frères et sœurs. Le 17 juin 1834, à l'âge de 35 ans et après dix ans de fiançailles, Meredith épouse Catherine Keppele (morte en 1854). Ils ont un fils (William, né en 1838, plus tard essayiste et poète publié) et quatre filles : Gertrude Gouverneur Meredith, Euphemia Ogden Meredith, Elizabeth Caldwell Meredith et Catherine Keppele Meredith. Catherine Meredith aide également à prendre soin des frères et sœurs de son mari et de son père lorsqu'il devient handicapé à la suite d'un accident vasculaire cérébral en 1839.